# فريدريك أرنولد
فريدريك أرنولد (بالألمانية: Friedrich Arnold)‏ هو عالم وظائف الأعضاء وطبيب ألماني، ولد في 8 يناير 1803 في إدنكوبن في ألمانيا، وتوفي في 5 يوليو 1890 في هايدلبرغ في ألمانيا.